# Rosenbergia breuningi
Rosenbergia breuningi är en skalbaggsart som beskrevs av Rigout 1982. Rosenbergia breuningi ingår i släktet Rosenbergia och familjen långhorningar. Inga underarter finns listade i Catalogue of Life.